# Sant’Antonio Abate (Kampanien)
Sant’Antonio Abate ist eine Gemeinde mit 18.963 Einwohnern (Stand 31. Dezember 2023) in der Metropolitanstadt Neapel, Region Kampanien.
Die Nachbarorte von Sant’Antonio Abate sind Angri (SA), Gragnano, Lettere, Pompei, Santa Maria la Carità und Scafati (SA).

## Bevölkerungsentwicklung
Sant’Antonio Abate zählt 5685 Privathaushalte. Zwischen 1991 und 2001 stieg die Einwohnerzahl von 16.936 auf 18.124. Dies entspricht einem prozentualen Zuwachs von 7,0 %.